# Powiat Minamisaku
Powiat Minamisaku (jap. 南佐久郡 Minamisaku-gun) – powiat w Japonii, w prefekturze Nagano. W 2024 roku liczył 23 423 mieszkańców.

## Miejscowości
- Kawakami
- Kitaaiki
- Koumi
- Minamiaiki
- Minamimaki
- Sakuho